# بادي برادفورد
بادي برادفورد (بالإنجليزية: Buddy Bradford)‏ هو لاعب كرة قاعدة أمريكي، ولد في 25 يوليو 1944 في موبيل في الولايات المتحدة.

## وصلات خارجية
- بادي برادفورد على موقع الدوري الياباني لكرة القاعدة (الإنجليزية)
- بادي برادفورد على موقعبيزبول رفرنس.كوم (الدوري الرئيسي) (الإنجليزية)
- بادي برادفورد على موقعبيزبول رفرنس.كوم (الدوري الثانوي) (الإنجليزية)
- بادي برادفورد على موقع إي إس بي إن.كوم (أم.أل.بي) (الإنجليزية)
- بادي برادفورد على موقع مشجعي الرسوم البيانية (الإنجليزية)